# Nigel Davenport
Nigel Davenport (Great Shelford, 23 maggio 1928 – Gloucester, 25 ottobre 2013) è stato un attore britannico.

## Biografia
I suoi genitori erano Katherine Lucy e Arthur Henry Davenport. Studiò al St. Peter's Seaford, al Cheltenham College e al Trinity College, Oxford. Nel teatro lavorò prima al Savoy Theatre, e da quando entrò nell'English Stage Company si esibì al Royal Court Theatre.

### Vita privata
Si sposò due volte: nel 1951 con Helena Margaret White, dalla quale ebbe due figli, Laura e Hugo; dal 1972 al 1980 con l'attrice Maria Aitken, dalla quale ebbe un figlio, l'attore Jack Davenport.

## Filmografia

### Cinema
- I giovani arrabbiati (Look Back in Anger), regia di Tony Richardson (1959)
- Desert Mice, regia di Michael Relph (1959) (non accreditato)
- L'occhio che uccide (Peeping Tom), regia di Michael Powell (1960) (non accreditato)
- Gli sfasati (The Entertainer), regia di Tony Richardson (1960) (non accreditato)
- Lunch Hour, regia di James Hill (1961)
- Bitter Harvest, regia di Peter Graham Scott (1963)
- Return to Sender, regia di Gordon Hales (1963)
- Amori proibiti (In the Cool of the Day), regia di Robert Stevens (1963)
- Ladies Who Do, regia di C.M. Pennington-Richards (1963)
- The Verdict, regia di David Eady (1964)
- Il terzo segreto (The Third Secret), regia di Charles Crichton (1964)
- A caccia di spie (Where the Spies Are), regia di Val Guest (1965)
- Ciclone sulla Giamaica (A High Wind in Jamaica), regia di Alexander Mackendrick (1965)
- Le sabbie del Kalahari (Sands of the Kalahari), regia di Cy Endfield (1965)
- Flagrante adulterio (Life at the Top), regia di Ted Kotcheff (1965)
- Un uomo per tutte le stagioni (A Man for All Seasons), regia di Fred Zinnemann (1966)
- Sebastian, regia di David Greene (1968)
- Uno sporco imbroglio (The Strange Affair), regia di David Greene (1968)
- I sette senza gloria (Play Dirty), regia di André De Toth (1969)
- La forca può attendere (Sinful Davey), regia di John Huston (1969)
- La grande strage dell'impero del sole (The Royal Hunt of the Sun), regia di Irving Lerner (1969)
- The Virgin Soldiers, regia di John Dexter (1969)
- Il cervello di Mr. Soames (The Mind of Mr. Soames), regia di Alan Cooke (1970)
- 2000: la fine dell'uomo (No Blade of Grass), regia di Cornel Wilde (1970)
- L'ultima valle (The Last Valley), regia di James Clavell (1971)
- Il mascalzone (Villain), regia di Michael Tuchner (1971)
- Maria Stuarda, regina di Scozia (Mary, Queen of Scots), regia di Charles Jarrott (1971)
- Vivere in libertà (Living Free), regia di Jack Couffer (1972)
- L'attentato (L'Attentat), regia di Yves Boisset (1972)
- Charley (Charley One-Eye), regia di Don Chaffey (1973)
- Fase IV: distruzione Terra (Phase IV), regia di Saul Bass (1974)
- La regenta, regia di Gonzalo Suárez (1975)
- Anonima anticrimine (Death of a Snowman), regia di Christopher Rowley (1976)
- Stand Up, Virgin Soldiers, regia di Norman Cohen (1977)
- L'isola del dr. Moreau (The Isle of Dr. Moreau), regia di Don Taylor (1977)
- The London Connection, regia di Robert Clouse (1979)
- Zulu Dawn, regia di Douglas Hickox (1979)
- Momenti di gloria (Chariots of Fire), regia di Hugh Hudson (1981)
- I falchi della notte (Nighthawks), regia di Bruce Malmuth (1981)
- Greystoke - La leggenda di Tarzan, il signore delle scimmie (Greystoke: The Legend of Tarzan, Lord of the Apes), regia di Hugh Hudson (1984)
- Caravaggio, regia di Derek Jarman (1986)
- Senza indizio (Without a Clue), regia di Thom E. Eberhart (1988)
- Yapian zhanzheng, regi di Jin Xie (1997)
- La vuelta de El Coyote, regia di Mario Camus (1998)
- The Mumbo Jumbo, regia di Stephen Cookson (2000)

### Televisione
- Othello, regia di Tony Richardson – film TV (1955)
- Robin Hood (The Adventures of Robin Hood) – serie TV, 7 episodi (1957-1960)
- Il Santo (The Saint) – serie TV, episodio 1x12 (1962)
- I gialli di Edgar Wallace (The Edgar Wallace Mystery Theatre) – serie TV, episodi 4x05-5x05 (1963-1964)
- Missione segreta (Espionage) – serie TV, episodio 1x19 (1964)
- Il demone nero (Dracula), regia di Dan Curtis – film TV (1974)
- L'ispettore Barnaby (Midsomer Murders) – serie TV, episodio 3x02 (2000)

## Doppiatori italiani
Nelle versioni in italiano delle opere in cui ha recitato, Nigel Davenport è stato doppiato da:
- Emilio Cigoli in Maria Stuarda, regina di Scozia, Fase IV: distruzione Terra
- Manlio Guardabassi in L'occhio che uccide
- Renato Turi ne Il terzo segreto
- Massimo Foschi in Un uomo per tutte le stagioni
- Riccardo Mantoni in Ciclone sulla Giamaica
- Glauco Onorato in L'ultima valle
- Carlo Hintermann in Momenti di gloria
- Sergio Fiorentini ne I falchi della notte
- Mario Bardella in Senza indizio